# Palacio del Lomo del Grullo

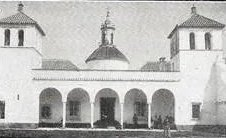
El palacio en una revista española de 1911, cuando era propiedad de María Isabel de Orleans, condesa de París.

El palacio y bosque del Lomo del Grullo (también conocido como Palacio del Rey o Palacio de la Dehesa del Rey) es un edificio, que sirvió como antigua residencia real, ubicado en la parte norte del parque nacional de Doñana conocida como el Coto del Rey.

## Historia
El origen del edificio, que se encuentra enclavado en el actual término municipal de Hinojos (Huelva), se remonta a la Edad Media. El coto en el que se ubicaba sirvió de cazadero a los reyes de Castilla desde el siglo XIII. Juan II mando construir una casa real o palacio que sirviera como residencia en sus estancias en el coto. Los Reyes Católicos, en su reinado, ampliaron la reserva de caza inicial (una legua alrededor del palacio), ordenaron distintas reformas en el palacio y nombraron alcaide.
Los monarcas posteriores realizarían intervenciones diversas sobre el edificio. Así en el reinado de Felipe II, y bajo la alcaídia de Enrique de Guzmán, conde de Olivares, se importarían de Italia chimeneas de mármol para el palacio. El palacio recibió visitas de distintos monarcas en los siglos XVI y XVII, Carlos I en 1526; y Felipe IV el 13 de marzo de 1624 durante su visita a Andalucía.
En 1779 se produciría una remodelación del palacio.
El palacio y su terreno sufrieron diversos intentos de venta desde la promulgación de la Ley del Patrimonio de la Corona de 1865. Finalmente serían vendidos por el Real Patrimonio en algún momento de la segunda mitad del siglo XIX a Antonio de Orleans, duque de Montpensier casado con la hermana de Isabel II, Luisa Fernanda. Durante la propiedad de los duques de Montpensier, visitaría el palacio María Amelia de Nápoles y Sicilia, madre del duque de Montpensier y viuda de Luis Felipe I.
Tras la muerte de los duques de Montpensier pasaron a manos de su hija María Isabel casada con Felipe de Orleans, conde de París. Esta última realizaría modificaciones constructivas que llevaron al palacio a su estado actual. En 1911 los reyes Alfonso XIII y Victoria Eugenia asistieron a una importante montería en el palacio.
En noviembre de 1938 edificio y su terreno fueron comprados a Luisa de Orleans, hija de María Isabel de Orleans y abuela de Juan Carlos I, por Salvador Noguera Pérez, empresario andaluz.
En la actualidad se encuentra el pabellón de caza del palacio se encuentra abierto al público.

### Individuales
1. ↑  López Viera, 2002, p. 401.
2. ↑  «Merced a Charles de Chanço de la alcaldía de los Palacios del Lomo del Grullo.». Portal de Archivos Españoles.
3. ↑  Belmonte y Clemente, Fernando (1888). Carta en que se describen unas cacerías memorables en la villa de Trigueros y se copian varias cédulas de los Reyes Católicos sobre los cazadores del Lomo del Grullo. Sevilla: A. Resuche.
4. ↑  Velázquez y Sánchez, José (1863).  J. M. Geofrín, ed. Crónica regia: viaje de la Corte a Sevilla en 1862. p. 135.
5. ↑  Herrera y Sotomayor, Jacinto de (1624). Jornada que su Magestad [Philip IV.] hizo a la Andaluzia. p. 45. Consultado el 30 de noviembre de 2021.
6. ↑  Hazañas y La Rúa, Joaquín (1974). Historia de Sevilla. Colegio Oficial de Aparejadores y Arquitectos Técnicos. p. 178.
7. ↑  Marías Franco, Fernando Marías (2004). «La magnifica del mármol. La escultura genovesa y la arquitectura española (siglos XV - XVI)». España y Génova. Obras, artistas y coleccionistas. (Fundación Carolina): 64-65. ISBN 978-84-933403-4-6. Consultado el 30 de noviembre de 2021.
8. ↑  «IV. Lourdes». Crónica Hispano-americana. 7 de julio de 1879. p. 13.
9. ↑  «Parte política. Madrid, 27 de febrero de 1870». La Época (6.866). 27 de febrero de 1870. p. 2. «Consisto la desamortización patrimonial: [...] Por el coto del Lomo del Grullo, es muy dudoso que nadie dé más de seis millones.»
10. ↑  «El señor Conde de París ha extendido considerablemente sus posesiones de Villamanrique». La Época (141.12). 15 de diciembre de 1891. p. 2.
11. ↑  «Los Reyes en Sevilla. Una monteria». ABC (2.104). 15 de marzo de 1911. p. 12.
12. ↑  Información, Huelva (2 de junio de 2013). «Coto del Rey: el palacio escondido se abre a Doñana». Huelva Información. Consultado el 30 de noviembre de 2021.